# Allodyni
Allodyni, som betyder "(en) anden smerte", er en overdrevet reaktion på ellers ikke-skadelige stimuli og kan være enten statiske eller mekaniske. Allodyni kan ramme andre områder som ikke er stimulerede. 
For eksempel kan en person med allodyni opfatte en lille pres eller bevægelse af tøj over huden som smertefuldt, hvorimod en "normal" person ikke vil føle nogen smerte. 
Der findes forskellige slags allodyni:
- Mekanisk allodyni – Smerte fra let berøring af huden i området omkring den beskadigede nerve.
- Termisk allodyni – Smerte fra normalt milde hudtemperaturer i det berørte område.